# (6461) 1993 VB5
(6461) 1993 VB5 là một tiểu hành tinh nằm ở rìa trong của vành đai chính. Nó được phát hiện bởi Robert H. McNaught ở Đài thiên văn Siding Spring ở Canberra, Australia, ngày 4 tháng 11 năm 1993.